# Кёниг, Ральф
Ральф Кёниг (нем. Ralf König) — немецкий автор и художник комиксов, в том числе комиксов гомосексуальной тематики; открытый гей и ЛГБТ-активист, член Союза геев и лесбиянок Германии. Комиксы Кёнига переведены на многие языки мира. По мотивам нескольких из них сняты художественные фильмы.

## Работы

### Книги комиксов
- Sarius, 1981
- Das sensationelle Comic-Book, 1981
- SchwulComix, 1981
- SchwulComix 2, 1984
- Macho Comix, 1984
- SchwulComix 3, 1985
- SchwulComix 4, 1986
- Kondom des Grauens, 1987
- Der bewegte Mann, 1987
- Lysistrata, 1987
- Pretty Baby, 1988 (продолжение к Der bewegte Mann)
- Comics, Cartoons, Critzeleien, 1988
- Safere Zeiten, 1988
- Beach Boys, 1989
- Prall aus dem Leben, 1989
- Bis auf die Knochen, 1990 (продолжение к Kondom des Grauens)
- Heiße Herzen, 1990 (в соавторстве с Детлефом Майером)
- Zitronenröllchen, 1990
- Schwulxx-Comix, 1990 (в соавторстве с Вальтером Мёрсом)
- Deutsche Tuntenpost, 1991
- Silvestertuntenball, 1991 (ремейк к Schwulcomix 3)
- Bullenklöten!, 1992
- Sahneschnittchen, 1992 (ремейк к Schwulcomix 4)
- …und das mit links!, 1993
- Konrad und Paul, 1993
- Konrad und Paul 2, 1994
- Konrad und Paul 3, 1996
- Jago, 1998
- Superparadise, 1999 (продолжение к Bullenklöten)
- Poppers! Rimming! Tittentrimm!, 2001
- Wie die Karnickel, 2002
- Sie dürfen sich jetzt küssen, 2003 (продолжение к Bullenklöten)
- Suck my duck, 2004
- Roy und Al, 2004
- Dschinn Dschinn. Der Zauber des Schabbar, 2005
- Trojanische Hengste, 2006
- Dschinn Dschinn 2. Schleierzwang im Sündenpfuhl, 2006
- Hempels Sofa, 2007
- Stutenkerle, 2008
- Prototyp, 2008
- Schillerlöckchen, 2009
- Archetyp, 2009
- Antityp, 2010

### Серии комиксов
- Bodo und Heinz, 1983—1986 годы
- Konrad und Paul, выходит с 1990 года
- Roy & Al, выходит с 2003 года
- Prototyp, 10 частей, выходил в сентябре 2007 года в газете Frankfurter Allgemeine Zeitung[1]
- Archetyp, выходит с января 2009 года в газете Frankfurter Allgemeine Zeitung

## Выставки и каталоги
- 1988: Comix, Cartoons, Critzeleien — Katalog zur Ausstellung
- 1996: Sahnesteif. Die Krönung von Ralf König — Katalog zur Ausstellung
- 2009/2010: Der Eros der Nasen — Comics von Ralf König, Ludwig Galerie в Музее замка Оберхаузен, с 19.09.2009 по 24.01.2010
- 2010: Ich komm mir vor wie ‘ne Witzfigur! — 50 Jahre Ralf König, Музей гомосексуальности в Берлине, с 14.06.2010 по 04.10.2010

## Фильмы по мотивам комиксов Ральфа Кёнига
- Самый желанный мужчина / Der bewegte Mann — Германия, 1994
- Презерватив-убийца / Kondom des Grauens — Германия-Швейцария, 1996 (сценарий Ральфа Кёнига)
- Как кролики / Wie die Karnickel — Германия, 2002 (сценарий Ральфа Кёнига)
- Лисистрата / Lisístrata — Испания, 2002 (по комиксам Lysistrata)

## Награды и премии
| Год       | Место     | Премия |
| --------- | --------- | --- |
| 1988      | Амстердам | Премия Joop Klepzeiker Prijs |
| 1990      | Гренобль  | Премия 2e Salon Européen de la BD de Grenoble в номинации «Лучший немецкий художник комиксов»                                                                   |
| 1992      | Эрланген  | Премия Макса и Морица в номинации «Лучший немецкоязычный художник комиксов»                                                                                     |
| 1992      | Барселона | Международная премия Salón Internacional del Cómic de Barcelona в номинации «Лучший зарубежный комикс, опубликованный в Испании» за комикс «Kondom des Grauens» |
| 1994—1995 |           | Многочисленные различные премии за фильм «Самый желанный мужчина»                                                                                               |
| 2002      | Кёльн     | Премия Goldener RIK, приз зрительских симпатий газеты «rik» |
| 2004      | Берлин    | Премия за гражданское мужество Берлинского CSD |
| 2005      | Ангулем   | Премия «Лучший сценарий» на Международном фестивале комиксов за комикс «Comme des lapins»                                                                       |
| 2005      | Лукка     | Первый приз на фестивале Lucca Comics & Games за самую долгую историю за комикс «Bullenklöten»                                                                  |
| 2006      | Эрланген  | Премия Макса и Морица: специальный приз жюри за выражение в искусстве мнения в споре по поводу карикатур Мухаммеда                                              |
| 2009      | Франкфурт | Премия Sondermann в номинации «Лучший национальный комикс» за комикс «Prototyp»                                                                                 |
| 2009      | Бавария   | Премия Gache Wurzn за гражданское мужество от Bund für Geistesfreiheit                                                                                          |
| 2010      | Оснабрюк  | Приз Rosa Courage Городской премии Оснабрюка за вклад в борьбу за равноправие геев и лесбиянок                                                                  |
| 2010      | Эрланген  | Премия Макса и Морица в номинации «Лучший комикс» за комиксы «Prototyp» и «Archetyp»                                                                            |